# Meistriliiga (Eishockey) 2001/02
Die Saison 2001/02 war die zwölfte Spielzeit der Meistriliiga, der höchsten estnischen Eishockeyspielklasse. Meister wurde Tartu Välk 494.

## Modus
In der Hauptrunde wurden die neun Mannschaften in zwei Gruppen aufgeteilt, wobei die Gruppe Tallinn mit sechs Mannschaften doppelt so groß war wie die Gruppe Viru. Jede Mannschaft spielte gegen jeden Gegner in Hin- und Rückspiel. Die drei bestplatzierten Mannschaften der Gruppe Tallinn sowie alle drei Mannschaften der Gruppe Viru qualifizierten sich für Finalrunde. Deren vier bestplatzierte Mannschaften qualifizierten sich für die Playoffs, in denen der Meister ausgespielt wurde. Für einen Sieg erhielt jede Mannschaft zwei Punkte, bei einem Unentschieden gab es ein Punkt und bei einer Niederlage null Punkte.

## Hauptrunde

### Gruppe Tallinn
|    | Klub               | Sp | S | U | N | Tore  | Punkte |
| -- | ------------------ | -- | - | - | - | ----- | ------ |
| 1. | HK Vipers Tallinn  | 10 | 9 | 0 | 1 | 66:42 | 18     |
| 2. | HK Karud           | 10 | 6 | 1 | 3 | 60:47 | 13     |
| 3. | HC Panter Tallinn  | 10 | 6 | 1 | 3 | 55:44 | 13     |
| 4. | SK Monstera        | 10 | 5 | 0 | 5 | 53:52 | 10     |
| 5. | Visa-Tiigrid       | 10 | 2 | 0 | 8 | 39:66 | 4      |
| 6. | Jeti Sport Tallinn | 10 | 1 | 0 | 9 | 35:57 | 2      |

Sp = Spiele, S = Siege, U = unentschieden, N = Niederlagen, OTS = Overtime-Siege, OTN = Overtime-Niederlage, SOS = Penalty-Siege, SON = Penalty-Niederlage

### Gruppe Viru
|    | Klub                    | Sp | S | U | N | Tore  | Punkte |
| -- | ----------------------- | -- | - | - | - | ----- | ------ |
| 1. | Tartu Välk 494          | 4  | 3 | 1 | 0 | 22:12 | 7      |
| 2. | HK Narva 2000           | 4  | 2 | 1 | 1 | 17:14 | 5      |
| 3. | HK Central Kohtla-Järve | 4  | 0 | 0 | 4 | 12:25 | 0      |

Sp = Spiele, S = Siege, U = unentschieden, N = Niederlagen, OTS = Overtime-Siege, OTN = Overtime-Niederlage, SOS = Penalty-Siege, SON = Penalty-Niederlage

## Finalrunde
|    | Klub                    | Sp | S | U | N | Tore  | Punkte |
| -- | ----------------------- | -- | - | - | - | ----- | ------ |
| 1. | Tartu Välk 494          | 10 | 9 | 1 | 0 | 71:22 | 19     |
| 2. | HK Narva 2000           | 10 | 8 | 1 | 1 | 63:25 | 17     |
| 3. | HK Vipers Tallinn       | 10 | 4 | 0 | 6 | 40:72 | 8      |
| 4. | HK Karud                | 10 | 2 | 2 | 6 | 33:61 | 6      |
| 5. | HK Central Kohtla-Järve | 10 | 2 | 1 | 7 | 37:52 | 5      |
| 6. | HC Panter Tallinn       | 10 | 2 | 1 | 7 | 44:56 | 5      |

## Playoffs

### Halbfinale
- HK Vipers Tallinn – HK Narva 2000 1:6/3:7
- HK Karud – Tartu Välk 494 3:9/2:8

### Spiel um Platz 3
- HK Karud – HK Vipers Tallinn 3:4

### Finale
- Tartu Välk 494 – HK Narva 2000 7:1/4:2